# Arcadio Arellano

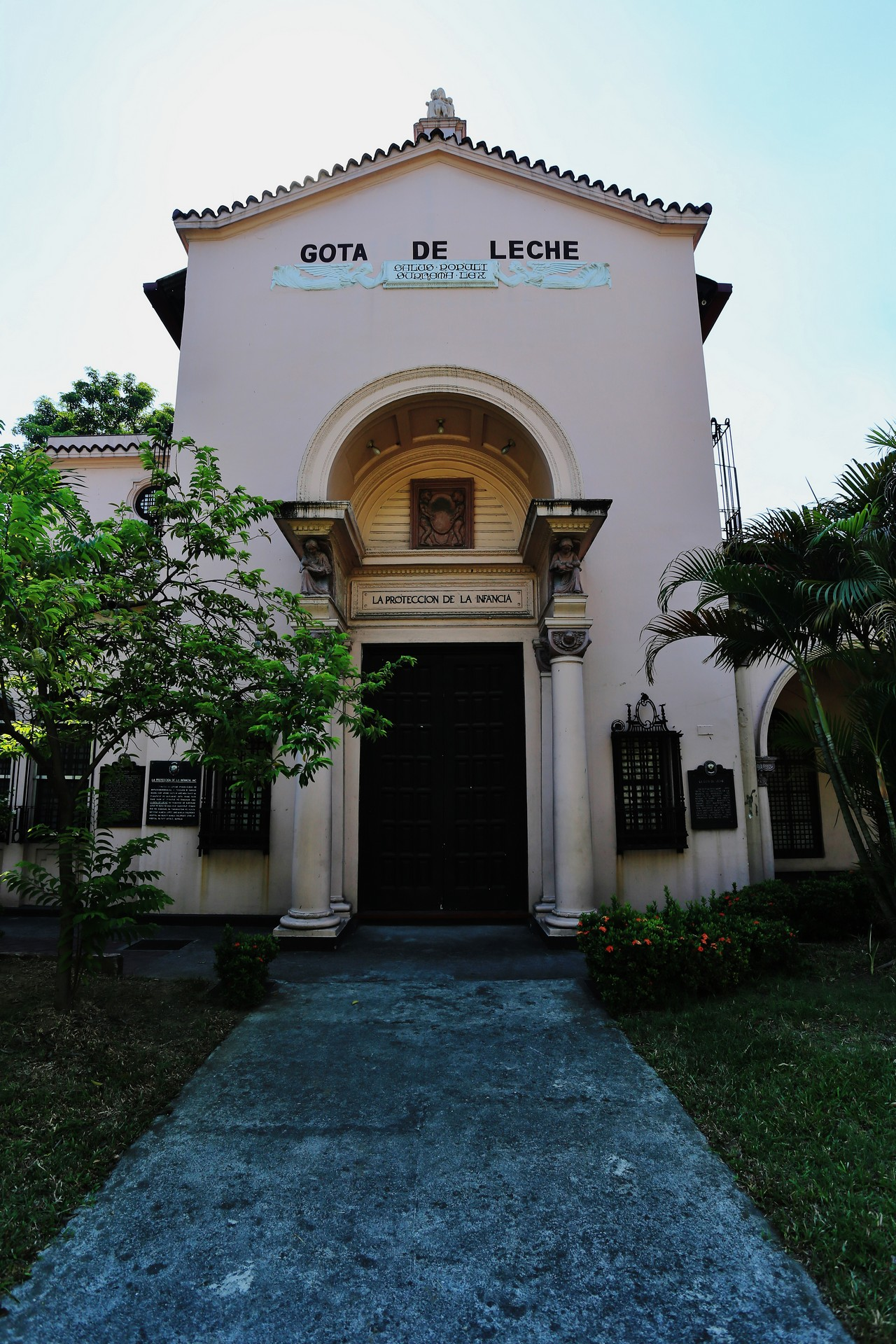
Het gebouw van Gota de Leche

Arcadio Arellano (Tondo, 13 november 1872 - 20 april 1920) was een Filipijns architect. Samen met zijn jongere broer Juan Arellano ontwierp hij het gebouw van de stichting Gota de Leche (1906) en het Casino Español de Manila (1913).

## Biografie
Arcadio Arellano werd geboren op 13 november 1872 in de wijk Tondo in de Filipijnse hoofdstad Manilla. Arellano was het derde van vijftien kinderen van Luis C. Arellano en Bartola de Guzman. Zijn vader had een bouwbedrijf en staat bekend als de bouwer van de Franciscaner kerk van San Juan. Na het behalen van zijn Bachelor of Arts-diploma aan de Ateneo de Municipal, het tegenwoordige Ateneo de Manila University studeerde hij aan de Escuela de Artes y Officios. 
Direct na voltooiing van die opleiding richtte hij een architecten- en landmeetkantoor op. Tijdens het tweede deel van de Filipijnse Revolutie sloot hij zich bij de Filipijnse revolutionaire beweging aan. Hij leidde de herstelwerkzaamheden aan het Klooster van Malolos als voorbereiding op de Malolos Conventie in 1898. In het begin van het Amerikaanse koloniale bewind werkte hij als auditor in Intramuros en later voor de gehele stad Manilla. Ook was hij als architect adviseur voor William Howard Taft. Van 1907 tot 1908 was Arellano lid van de Raad van Adviseurs van Manilla. Van 8 mei 1908 tot het einde van dat jaar was hij lid van de gemeenteraad van de stad. op 18 november 1913 werd hij opnieuw benoemd in die functie. Op 6 mei 1915 nam hij zelf ontslag.
Arellano stond bekend als een pionier door zijn originele lokale stijl van ontwerpen. Hij week daarmee af van de tot dan toe gehanteerde westerse, Europese bouwstijl. Hij hield kantoor in een door hemzelf ontworpen gebouw aan Evangelista Street. Nadat zijn broer Juan terugkeerde van zijn studie in de Verenigde Staten waren zij van 1911 tot 1916 partners. Arellano ontwierp diverse woonhuizen in Manilla, waaronder die van Gregorio Araneta aan R. Hidalgo Street, die van de familie Carmelo aan Azcarraga Street, die van de Tioquis en van dokter Ariston Bautista aan Barbosa Street en die van Gonzalo Tuazon, die van Rosario Ongpin en zijn eigen huis aan Evangelista Street. Ook ontwierp hij El 82, het voormalige Hotel de Francia en het bedrijfgebouw van Carmelo en Bauermann. Ook was hij de architect van het mausoleum van veteranen van de Filipijnse Revolutie en de Legarda Crypte op het Manila North Cemetery. Samen met zijn broer Juan Arellano ontwierp hij het gebouw van de stichting Gota de Leche (1906) en het Casino Español de Manila (1913).
Arellano overleed in 1920 op 57-jarige leeftijd. Hij was getrouwd met Amalia Ocampo, een dochter van Martin Ocampo, uitgever van El Renacimiento en Mulin Pagsilang.